# Східна Екваторія
Східна Екваторія (араб. شرق الاستوائية; транслітерувати: Шарк аль-'Istiwa'iyah) — один з десяти колишніх штатів Південного Судану. Він мав площу 82 542 км². Столицею штату було місто Торит.

## Географія
Межує з Угандою на півдні, з Кенією на південно-сході і з Ефіопією на півночі-сході країни. Всередині країни вона межує з Центральною Екваторією на заході і Джонглеєм на півночі. Знаходиться поряд із Трикутником Ілемі, що розташоване між даним штатом і озером Туркана, є спірною територією, на яку претендують Південний Судан, Кенія і Ефіопія.

## Населення
Східна Екваторія є домом для декількох різних етнічних груп. Топосу, Гйо і Ньягатом живуть в округах Капеота на сході держави. Дідінга, Додос і Boya живуть у окрузі Буда навколо Чукудуме. Далі на захід — у районах Лафон, Торит і Ікотос — проживають Отуго, лопіти, ланге, парі, і тенет, які населяють частину пагорбів Лопіт, після того як вони відокремилися від дідінга і мурло на початку 19 століття. Ачолі, Маді, Іріє і Офірія живуть в західному окрузі Магві.
Більшість жителів Східної Екваторії вирощують худобу, овець і кіз. Деякі з культур продаються, в той час як більшість з них споживається на місцевому рівні. Пагорби Дідінга округу Буда мають багаті і родючі землі, які використовуються для вирощування тютюну, картоплі, кукурудзи та культури під назвою Dura.

## Адміністративно-територіальний поділ
Східна Екваторія, як і інші штати Південного Судану, розділяється на округи. Кожен округ очолює уповноважений Графства, що призначаються президентом Південного Судану.

Карта Східної Екваторії

Округи та їх уповноважені:
| Округ            | Столиця  | Уповноважений             |
| ---------------- | -------- | ------------------------- |
| Торит            | Торит    | Felix Otuduha Siro        |
| Лафон            | Лафон    | Caesar Oromo Urbano       |
| Магві            | Магві    | Peter Ochilo              |
| Ікотос           | Ікотос   | Peter Lokeng Lotone       |
| Буді             | Чукудуме | Joseph Napengiro Lokolong |
| Північна Капоета | Рівото   | Lokai Iko Loteyo          |
| Південна Капоета | Капоета  | Martin Lorika Lojam       |
| Східна Капоета   | Нарус    | Titos Lokwacuma Loteam    |